# 秋雨創新
25°02′57.7″N 121°34′44.4″E / 25.049361°N 121.579000°E
秋雨創新股份有限公司（Choice Development, Inc.），是台灣的印刷大廠、亦為印刷業第一家上市公司。近年來由於印刷業式微，將經營轉至多角化投資。

## 沿革
- 1946年：林秋雨在台南市創立「秋雨印製所」。
- 1966年：成立「秋雨印製廠有限公司」。
- 1973年：組織變更為「秋雨印刷廠有限公司」。
- 1976年：組織變更為「秋雨印刷股份有限公司」（Choice Lithograph, Inc.）。
- 1980年：於台北市成立「秋雷實業股份有限公司」並設立設計攝影中心。
- 1981年：於台南市成立「啟示裝訂股份有限公司」；秋雷實業併為台北分公司。
- 1983年：啟示裝訂併為台南廠裝訂課。
- 1987年：總部從台南市遷至台北市。
- 1990年：財政部證管會核准股票公開發行。
- 1994年：所屬控股公司「英屬維京群島秋雨開發公司」（Choice Development, Ltd. (B.V.I)）投資成立「秋雨印刷（上海）有限公司」（Choice Printing (Shanghai) Co., Ltd.）。
- 1997年：投資成立「秋雨物流股份有限公司」（Choice Logistics, Inc.）。
- 1998年：投資設立「春田國際多媒體股份有限公司」。
- 1999年：證期會核准股票掛牌上市；與日本角川書店合資籌設「台灣國際角川書店股份有限公司」；投資成立「秋雨音樂事業股份有限公司」，但未久與春田國際多媒體一併解散。
- 2001年：在美國德拉瓦州成立「LINDEMANS L.L.C.」。
- 2001年：秋雨開發設立 「Choice Logistics, Corp. (B.V.I)」，再由Choice Logistics與上海世紀集團合資成立「上海世纪秋雨物流有限公司」（Shanghai Century Choice Logistics Co., Ltd.）。
- 2002年：投資成立「秋雨文化事業股份有限公司」（Choice Publishing Co., Ltd.）；Choice Logistics投資成立「秋雨信息技術（上海）有限公司」；秋雨開發設立 「Choice Printing, Ltd. (B.V.I)」。
- 2003年：秋雨印刷（上海）股份轉由Choice Printing持有。英屬維京群島秋雨開發在香港投資成立「勝柏投資（亞洲）有限公司（Cenpak Investments Asia Pte. Limited）。
- 2004年：在美國洛杉磯設立「Choice International Group，CIG」；秋雨印刷（上海）投資成立「上海秋雨文化印刷有限公司」（Choice Cultural Printing (Shanghai), Inc.）。
- 2005年：處分秋雨物流股權；秋雨信息停止營運，進行清算。投資成立「睦橋國際股份有限公司」（Woodbridge Media International Company）、「宇建實業股份有限公司」。
- 2006年：投資成立「秋雨建設股份有限公司」。
- 2007年：處分LINDEMANS，出清秋雨文化股份。
- 2008年：秋雨建設清算完結。
- 2009年：Choice Logistics清算完結。
- 2010年：秋雨印刷更名為「秋雨創新股份有限公司」。
- 2015年：投資成立「秋雨三樂股份有限公司」。
- 2016年：英屬維京群島秋雨開發及秋雨印刷（上海）售予United Win International Corporation。2016年1月秋雨三樂停業。2016年5月9日賣出全部持有的台灣角川持股。
- 2017年：秋雨三樂解散。

## 組織架構
臺灣
- 秋雨創新股份有限公司
  - 台南分公司
  - 台北分公司
  - 秋雨三樂股份有限公司

香港
- 勝柏投資（亞洲）有限公司

## 其他企業
現行已交由親屬或出脫持股獨立營運的公司：
- 秋雨物流股份有限公司
- 秋雨文化事業股份有限公司
- 宇建實業股份有限公司
- 睦橋→酒鼻子國際股份有限公司

## 外部連結
- 秋雨全球網
- 秋雨創新的Facebook專頁
- 台證所公開資訊觀測站 （页面存档备份，存于）（可查上市公司財務報告）